# Veslački klub Jadran Rijeka
Veslački klub 'Jadran' je veslački klub iz Rijeke,  osnovan je 1922. godine. 

Klub je član  Hrvatskog veslačkog saveza.

## Vanjske poveznice
- Veslački klub Jadran - Rijeka  Arhivirana inačica izvorne stranice od 20. rujna 2011. (Wayback Machine)